# Section.80
A Section.80 Kendrick Lamar amerikai rapper debütáló stúdióalbuma, amely 2011. július 2-án jelent meg a Top Dawg Entertainment kiadón keresztül. Megjelenése előtti években Lamar több mixtape-et is kiadott K.Dot néven. 2010-ben jelent meg ezek közül a negyedik, az Overly Dedicated, amit követően elkezdett dolgozni a Section.80-n.
A produceri munkát a lemezen főleg a TDE produceri csapata, a Digi+Phonics végezte, de dolgozott rajta THC, Tommy Black, Wyldfyer, Terrace Martin és J. Cole is. Koncepcióalbum, olyan témákra koncentrál, mint az 1980-as évek crack kokain-járványa, rasszizmus, illetve az Y generáció gyógyszer-toleranciája. A lemezen közreműködött GLC, Colin Munroe, Ashtrobot, BJ the Chicago Kid, Schoolboy Q, Ab-Soul és Alori Joh.
A lemezt méltatták a zenekritikusok, 113. helyen debütált a Billboard 200-on, és 2014-ig több, mint 130 ezer példányban kelt el az Egyesült Államokban. 2017 áprilisában arany minősítést kapott az Amerikai Hanglemezgyártók Szövetségétől (RIAA).

## Háttér
Az album megjelenése előtt Lamar több mixtape-et is kiadott K.Dot néven. Az első, a Youngest Head Nigga in Charge következtében kapta meg első szerződését a Top Dawg Entertainmenttől. A kiadón keresztül még három mixtape-je jelent meg, amik közé tartozott a sikeres Overly Dedicated. Lamar azt követően érezte szükségesnek az album elkészítését, hogy egy barátját 25 év börtönre ítélték, és tapasztalta az azzal járó fájdalmat.
Lamar 2011 januárjában kezdte el írni az albumot. A felvételek a Top Dawg Studiosban történtek, Carsonban. Az album nagy részét Lamar anyja konyhájában, illetve turnébuszán írta, célja az volt, hogy annyira természetes legyen, amennyire csak lehet. Ezt többek között azzal érte el, hogy sokáig befejezetlenül hagyott egyes dalokat, amíg úgy nem érezte, hogy erőfeszítés nélkül le tudja őket zárni.

## Kritika
A Section.80-t méltatták a zenekritikusok, a Metacritic 100 pontból 80-at adott a lemeznek tizenegy szakértői kritika alapján.
Andres Tardio (HipHopDX) azt írta, hogy Lamar „lehet válaszokért kutatott, de az oda vezető útján azokat az év egyik legkiemelkedőbb albumán keresztül kapta meg.” Tom Breihan (Pitchfork) szerint annak ellenére, hogy az albumnak voltak hibái, „a Section.80 így is egy kiemelkedő dokumentuma annak, ahogy egy kiemelkedő tehetség megpróbálja megtalálni hangját.” Az XXL szakértője, Adam Fleischer kiemelte, hogy a lemez egyetlen dala se felesleges, mindegyik indokoltan szerepel az albumon. David Amidon (PopMatters) Lamart Ice Cube pályafutása első éveihez hasonlította: „csak azt mondja el nekünk, amit lát, és ugyan nem ad annyi megoldást, mint amilyen gyakran azt Ice Cube tette, biztosan fel tud nekünk festeni egy élénk képet.”
A Pitchfork a 45. helyre helyezte a lemezt 2011 legjobbjai között, míg a Complex szerint hetedik volt. A Section.80 megjelenése ötödik évfordulóján Ogden Payne (Forbes) írt egy cikket, amiben elmagyarázta, hogy a lemez hogy emelte Lamart a hiphop királyai közé: „a kezdete volt annak, ahogy Kendrick Lamar sikeresen egyensúlyozni tudta a társadalmi kommentárokat a kereskedelmi sikerrel, miközben megalapozta King Kendrick elnevezését.” Az NME 2014-ben az albumot harmadik helyre helyezte a 101 album, amit meg kell hallgatnod, mielőtt meghalsz listáján.

## Számlista
| Section.80 | Section.80                                                          | Section.80                                   | Section.80         | Section.80 | Section.80 | Section.80 | Section.80 | Section.80 | Section.80 |
|            | Cím                                                                 | Szerző(k)                                    | Producer(ek)       | Hossz      |            |            |            |            |            |
| ---------- | ------------------------------------------------------------------- | -------------------------------------------- | ------------------ | ---------- | ---------- | ---------- | ---------- | ---------- | ---------- |
| 1.         | Fuck Your Ethnicity                                                 | Kendrick Duckworth Axel Morgan               | THC                | 3:44       |            |            |            |            |            |
| 2.         | Hol’ Up                                                             | Duckworth Mark Spears                        | Sounwave           | 2:53       |            |            |            |            |            |
| 3.         | A.D.H.D                                                             | Duckworth Matthew Martin Spears              | Sounwave           | 3:35       |            |            |            |            |            |
| 4.         | No Make-Up (Her Vice) (Colin Munroe közreműködésével)               | Duckworth Spears Colin Munroe                | Sounwave           | 3:55       |            |            |            |            |            |
| 5.         | Tammy’s Song (Her Evils)                                            | Duckworth Ricci Riera Morgan                 | THC                | 2:41       |            |            |            |            |            |
| 6.         | Chapter Six                                                         | Duckworth Fredrik Halldin                    | Tommy Black        | 2:41       |            |            |            |            |            |
| 7.         | Ronald Reagan Era (His Evils)                                       | Duckworth Donte Perkins                      | Tae Beast          | 3:36       |            |            |            |            |            |
| 8.         | Poe Mans Dreams (His Vice) (GLC közreműködésével)                   | Duckworth Greg Lawtie-Campbell William Brown | Willie B           | 4:21       |            |            |            |            |            |
| 9.         | The Spiteful Chant (Schoolboy Q közreműködésével)                   | Duckworth Quincy Hanley Spears               | Sounwave Dave Free | 5:20       |            |            |            |            |            |
| 10.        | Chapter Ten                                                         | Duckworth Riera Morgan                       | THC                | 1:15       |            |            |            |            |            |
| 11.        | Keisha’s Song (Her Pain) (Ashtrobot közreműködésével)               | Duckworth Perkins                            | Tae Beast          | 3:47       |            |            |            |            |            |
| 12.        | Rigamortis                                                          | Duckworth Eric Reed                          | Willie B Sounwave  | 2:48       |            |            |            |            |            |
| 13.        | Kush & Corinthians (His Pain) (BJ the Chicago Kid közreműködésével) | Duckworth Wyatt Coleman                      | Wyldfyer           | 5:04       |            |            |            |            |            |
| 14.        | Blow My High (Members Only)                                         | Duckworth Melissa Elliott Timothy Mosley     | Tommy Black        | 3:35       |            |            |            |            |            |
| 15.        | Ab-Soul’s Outro (Ab-Soul közreműködésével)                          | Duckworth Herbert Stevens Terrace Martin     | Martin             | 5:50       |            |            |            |            |            |
| 16.        | HiiiPoWeR                                                           | Duckworth Jermaine Cole                      | J. Cole            | 4:39       |            |            |            |            |            |
| 59:44      |                                                                     |                                              |                    |            |            |            |            |            |            |

## Közreműködők
- Kendrick Lamar – előadó
- Sounwave – producer
- Terrace Martin – producer
- J. Cole – producer
- Wyldfyer – producer
- Tommy Black – producer
- Dave Free – producer
- Derek Ali – keverő hangmérnök
- Ab-Soul – közreműködő előadó
- BJ the Chicago Kid – közreműködő előadó
- Colin Munroe – közreműködő előadó
- Schoolboy Q – közreműködő előadó
- Ashtrobot – közreműködő előadó

## Slágerlisták
| Slágerlista (2011–2012)                | Legmagasabb pozíció |
| -------------------------------------- | ------------------- |
| USA Billboard 200                      | 113                 |
| USA Top R&B/Hip-Hop Albums (Billboard) | 21                  |

| Slágerlista (2012)                     | Pozíció |
| -------------------------------------- | ------- |
| USA Top R&B/Hip-Hop Albums (Billboard) | 94      |

## Minősítések
| Régió                                                            | Minősítés | Eladott példányszám |
| ---------------------------------------------------------------- | --------- | ------------------- |
| Egyesült Államok (RIAA)                                          | arany     | 500 000‡            |
| Egyesült Királyság (BPI)                                         | ezüst     | 60 000‡             |
| ‡ Eladási+streaming példányszámok kizárólag a minősítés alapján. |           |                     |